# Ruessei Chrum
Ruessei Chrum es una comuna (khum) del distrito de Thma Bang, en la provincia de Koh Kong, Camboya. En marzo de 2008 tenía una población estimada de 929 habitantes.
Se encuentra ubicada al suroeste del país, en la zona de los montes Cardamomo y cerca de la costa del golfo de Tailandia.